# Isla de Ellesmere
La isla de Ellesmere (en inglés: Ellesmere Island, en francés: Île d'Ellesmere) es la más septentrional del Archipiélago Ártico Canadiense, e integrante del grupo de las islas de la Reina Isabel.

## Descripción
Con un área de 196 235 km², por tamaño, es la 3.ª isla de Canadá y la 10.ª del mundo. La cordillera Ártica recorre casi toda la isla, por lo que también es la más montañosa del archipiélago ártico y la mayor isla en la que conviven grandes especies animales, como el lobo ártico, el buey almizclero, el caribú y el oso polar. Salix arctica, un tipo de sauce, es la única especie leñosa que crece en ese ambiente.
En la isla está el asentamiento emplazado más septentrional del mundo, Alert, una base científica desde donde parten muchas de las expediciones al polo norte, y al mismo tiempo es su punto más cercano, cabo Columbia es el punto habitado más septentrional de la tierra no continental, aparte de Groenlandia. Administrativamente la isla pertenece a la región de Qikiqtaaluk en el territorio de Nunavut.

## Historia
Los primeros habitantes de la isla de Ellesmere eran pequeñas bandas nativas paleoesquimales que cazaban en la zona el caribú, el buey almizclero y algunos mamíferos marinos, desde aproximadamente 1000-2000 a. C. Sus restos pertenecen a la cultura Dorset. Algunos restos de estructuras poco usuales de la península de Bache pueden ser restos de casas comunales («stone longhouse») de un período final de la cultura Dorset.
Luego, llegaron a la isla nuevos cazadores y pioneros neoesquimales —miembros de las culturas Inuit, Thule tardía, Ruin Island y Post-Ruin Island— que también se asentaron, tanto en verano como en invierno, ampliamente por la región, hasta que las circunstancias ambientales, ecológicas y, posiblemente, sociales les hicieron abandonar la zona —y de los que quedan abundantes restos en la península Bache, en la parte central de la costa oriental, a orillas del estrecho de Nares. Ellesmere fue la última de las regiones del alto ártico canadiense en quedar despoblada durante la Pequeña Edad de Hielo, lo que acredita su interés económico, como parte del ámbito general de la cultura del Smith Sound de la que fue en ocasiones una parte y, a veces, el componente principal.
Los vikingos, probablemente partiendo de sus colonias en Groenlandia, llegaron a la isla de Ellesmere, a la isla Skraeling (en la península Bache) y a la isla Ruin (en Groenlandia, en la ribera opuesta de península Bache, al otro lado de la cuenca Kane) durante sus expediciones de caza y de comercio con los grupos inuit nativos.
Los primeros europeos en avistar la isla después de la Pequeña Edad de Hielo fue la expedición de William Baffin, en 1616. La isla de Ellesmere recibió este nombre en 1852 durante la expedición de Edward Augustus Inglefield en honor del político inglés, Francis Egerton, 1.er barón de Ellesmere (1800-57).
La plataforma de hielo de Ellesmere fue documentada por la Expedición británica al Ártico de 1875-76, en la que el teniente Pelham Aldrich, en una travesía de reconocimiento, fue desde cabo Sheridan en dirección oeste hasta el cabo Alert (82°16′N 85°33′O / 82.267, -85.550), un recorrido de casi 400 km en el que reconoció también la plataforma de hielo Ward Hunt.
En 1881, la expedición estadounidense dirigida por Adolphus Greely partió para hacer una exploración de las tierras al norte de Groenlandia, y luego cruzó el estrecho de Nares y estableció su campamento en Fort Conger, a la entrada del canal Robeson. Los miembros de la expedición hicieron muchas partidas de reconocimiento, cruzando las aguas heladas de nuevo hacia Groenlandia y el teniente James B. Lockwood y David L. Brainard establecieron el 13 de mayo de 1882 un nuevo récord «más al norte» (83°24′ N), más allá de cabo Bryant y cabo Washington, en las costas groenlandesas. En 1882, Greely, en una exploración con trineos de perros al norte de la isla de Ellesmere, alcanzó la cordillera Conger, las montañas Innuitianas y el lago Hazen y en esa expedición encontró restos fósiles de bosques. Los buques que debían recoger a la expedición en Fort Conger no lograron llegar y gracias a la persistencia de su esposa, Henrietta, la búsqueda nunca fue abandonada. Dos barcos, el Bear y el Tetis, lograron arribar el 22 de junio de 1884 para rescatarles (por entonces habían trasladado su campamento a Cabo Sabine). 19 de los 25 miembros de la expedición habían perecido de inanición, ahogamiento e hipotermia (y uno de ellos, por una ejecución ordenada por Greely). Los supervivientes fueron acogidos como héroes y en 1894, Greely publicó Three years of Arctic service: an account of the Lady Franklin Expedition of 1881-84 and the attainment of the farthest north, en que ayudándose de sus recuerdos y del diario de a bordo, hace un relato del viaje.
El fiordo Stenkul fue explorado por primera vez en 1902 por Per Schei, un miembro de la 2.ª Expedición Polar del noruego Otto Sverdrup.
En 1906, Robert Peary condujo una expedición en el norte de la isla de Ellesmere, desde el cabo de Sheridan a lo largo de la costa hacia el lado occidental del Nansen Sound (93° O). Durante la expedición de Peary, la plataforma de hielo era continua; una estimación actual es que cubría unos 8.900 km².

## Geografía

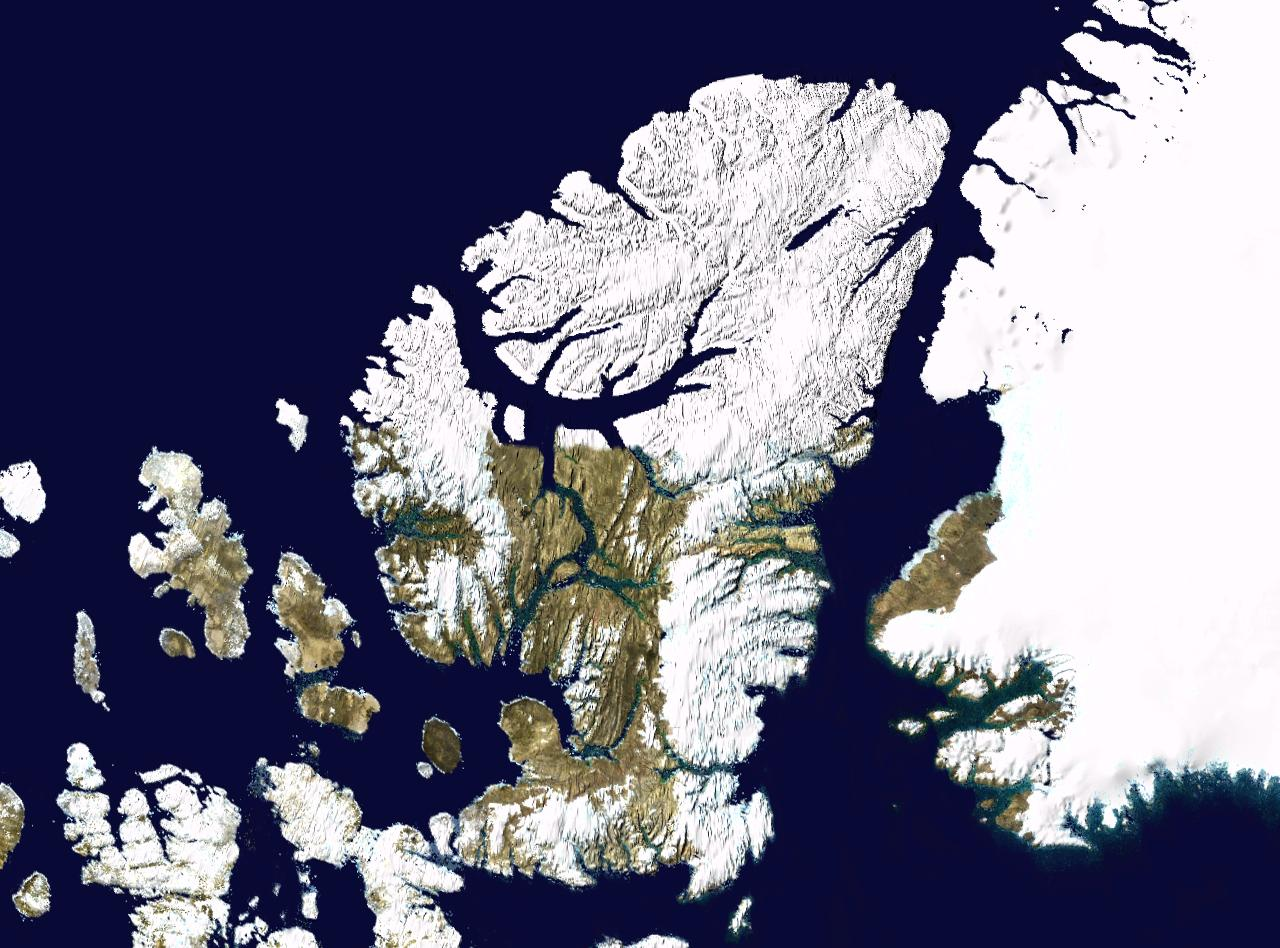
Vista satélite de la isla.

La isla de Ellesmere tiene una forma bastante irregular, con una longitud, en dirección N-S, de más de 800 km y una anchura máxima de unos 415 en la parte septentrional.
La isla está atravesada por profundos entrantes de mar que conforman varias grandes penínsulas o partes de la isla:
- en el extremo sur, una gran península, de unos 300 km de anchura en dirección E-O y unos 120-170 km de longitud en dirección N-S, separada por un pequeños istmo de apenas 30 km, entre las aguas del Mackinson Inlet, al este y las del fiordo Vendom, al oeste. Tiene varias subpenínsulas: en el extremo occidental, la península Simmons; y en la parte cento-norte la península Bjorne.
- en la parte central, una zona entre el anterior istmo y otro, más al norte, de unos 50 km de anchura, entre las aguas de bahía Copes, al este y las del fiordo Cañón, al oeste. Tiene unos 280 km de anchura en dirección E-O y unos 270 km de longitud en dirección N-S. Tiene muchas subpenínsulas: en la costa oriental, las de Johan, Thorvald, Knud, Bache y Cook; en la costa occidental, las de Svendsen, Raanes y Fosheim.
- en la parte septentrional, la parte más ancha de la isla, con una unos 415 km de anchura en dirección E-O y unos 430 km de longitud en dirección N-S. Tiene muchas subpenínsulas: en la costa oriental, el promontorio de Judge Daly; en la costa septentrional, la península Marvin; en la costa occidental, las penínsulas de Kleybote, Hvitland, Svartfjeld y Emerson.

Los puntos extremos de isla Ellesmere son los siguientes:
- Punto más septentrional: 83°06′34″N 70°17′37″O / 83.10944, -70.29361, cabo Columbia, a orillas del mar de Lincoln.
- Punto más meridional: 76°07′41″N 81°02′55″O / 76.12806, -81.04861, punta Rey Eduardo, en el estrecho Glaciar.
- Punto más occidental: 80°05′18″N 96°44′11″O / 80.08833, -96.73639, un punto cerca de cabo Colgate, frente a la isla Krueger, a orillas del océano Ártico.
- Punto más oriental: 82°21′11″N 61°08′19″O / 82.35306, -61.13861, cabo Unión, en el canal Robeson.

### Relieve

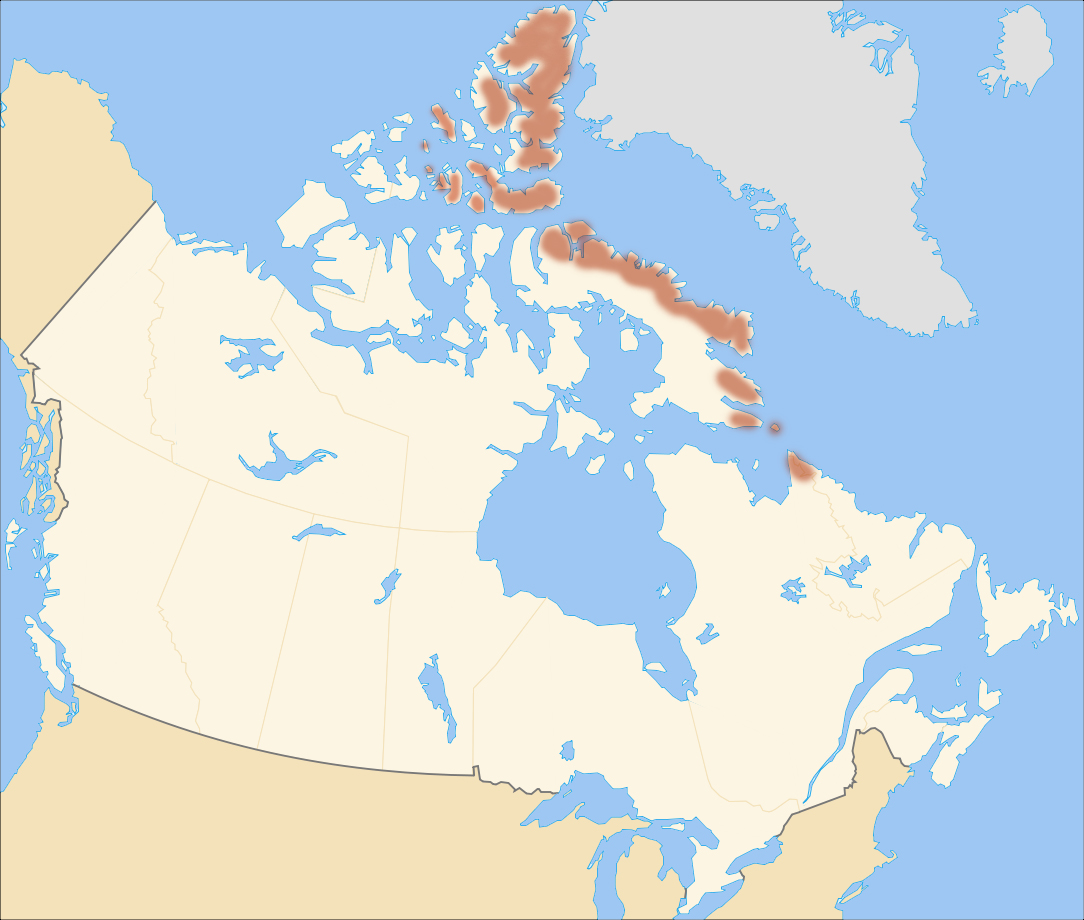
La cordillera Ártica, que discurre por toda la isla.

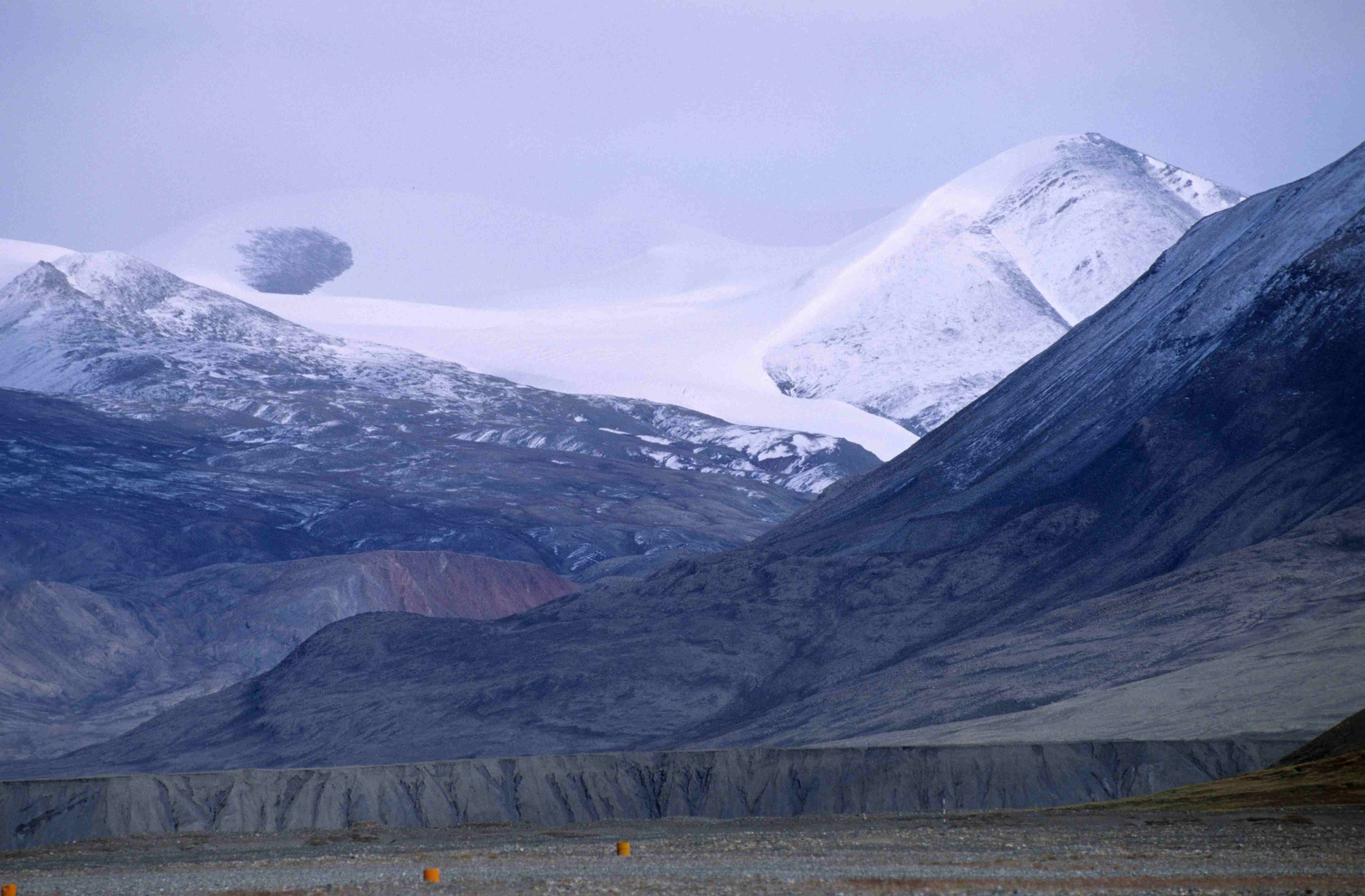
La cordillera Conger y el casquete Ad Astra.

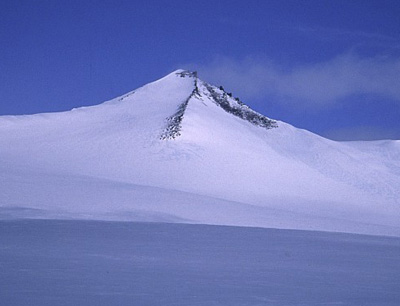
Pico Barbeau (2.616 m) en la cordillera del Imperio Británico, el más alto de la isla, de la cordillera Ártica y de Nunavut.

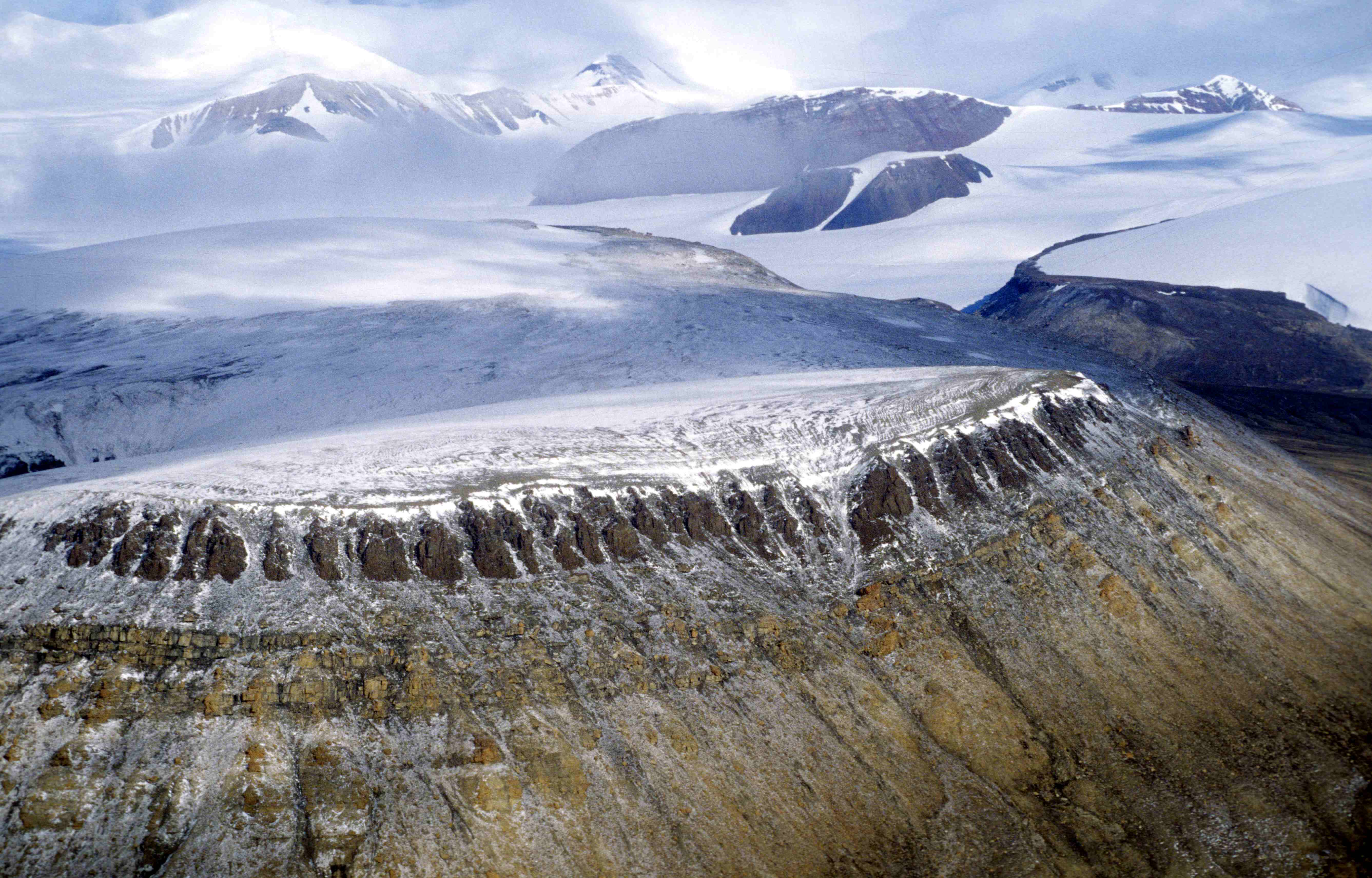
La cordillera Imperio Británico.

La cordillera Ártica ocupa totalmente la isla, que tiene muchas subcordilleras con nombres oficiales. De norte a sur, son las siguientes:
- Montañas Innutianas, una gran cordillera al norte, de unos 1300 km de longitud, con varios cordales o subcordilleras importantes:

- Montañas Challenger, la cordillera más septentrional del mundo, a orillas del océano Ártico, con la montaña Commonwealth Mountain (2.225 m).
- Cordillera Imperio Británico, con el pico Barbeau 2.616 m (el más alto de la isla, de la cordillera Ártica y de Nunavut), el pico Commonwealth (2.225 m) y monte Oxford 2.210 m.
- Cordillera Garfield y cordillera de los Estados Unidos, que discurren en dirección SO-NE hasta Alert, en las aguas del mar de Lincoln, entre el lago Hazen y el Clements Markham Inlet, con un pico de 1913 m y el Grant Ice Cap.
- Cordillera Osborn, en la parte central del norte, a orillas del fiordo Tanquary.
- Cordillera Conger, entre el fiordo Tanquary, al oeste, y Lago Hazen, con el monte Biederbick (1542 m) y el monte Thompson (1.433 m).

- Montañas Azules y Montañas Blackwelder, en el extremo nororiental, a orillas del fiordo Greely.
- Montañas Victoria y Alberto, en la parte central, en la costa oriental, en el promontorio de Judge Daly.
- Cordillera Sawtooth, en la parte central de la isla, en la costa occidental, en la península Fosheim, con una altura máxima de 1.294 m.
- Montañas Príncipe de Gales, en la parte central, con una altura máxima de 1.783 m y los glaciares Stygge, Leffert, Ekblaw, Tanquary y Cadogan.
- Montañas Inglefield, en la parte central, en la costa oriental, con una ltura de 1579 m, y los glaciares Wykeham, Trinity y Talbot.
- Colinas Boulder y Montañas Krieger, en el norte.
- Picos Thorndike, en el sur.

### La costa de isla Ellesmere
La isla de Ellesmere está bordeada: al sur, por las aguas del Jones Sound (que la separan de isla Devon, a 36 km en su parte más estrecha); al este, por las de bahía Baffin, el estrecho de Nares y el mar de Lincoln (que la separan de Groenlandia, a 27 km); al norte, por las aguas del océano Ártico; al noroeste, por las aguas del océano Ártico y las del Nansen Sound (que la separan de isla Axel Heiberg, a 27 km); al oeste, por las aguas del Eureka Sound (que la siguen separando de Axel Heiberg) y bahía Noruega (frente a isla Graham, a 35 km); al suroeste, por las aguas del Hell Gate (que la separan de isla North Kent, a 5 km, e isla Calf) y las del estrecho Cardigan (que la separan nuevamente de isla Devon, a 13 km).
Las aguas que rodean la isla solamente son navegables en el verano, aunque algunos de los estrechos pueden estar cubiertos por el hielo durante todo el año. Recorriendo la costa de isla de Ellesmere, partiendo del punto más meridional, punta Rey Eduardo, en el estrecho Glaciar, en sentido antihorario, se encuentran los siguientes accidentes costeros:
- Costa oriental:

- Costa septentrional del estrecho Glaciar, un tramo de unos 50 km en dirección NE, hasta pasadas las islas Stewart.
- Costa occidental de la bahía de Baffin, un tramo de unos 250 km en dirección N, con cabo Norton Shaw, punta Clarence, cabo Combermere, bahía Smith, cabo Stokes, donde comienza el Makinson Inlet (un entrante en dirección oeste que se adentra unos 90 km en la isla, y en el que desaguan los glaciares Wykeham y Trinity) y sigue con la pequeña bahía de Boger y punta Boger, y de nuevo al norte, cabo Mouat, isla Easter, Talbot Inlet, cabo Faraday, bahía Goding (abierta al sur), cabo Dunsterville, punta Paget, Cadogan Inlet (un entrante de 30 unos km en dirección oeste, con el glaciar homónimo), punta Gale y cabo Isabelle, al pie del monte Bolton.
- Costa occidental del Smith Sound (primero de los tramos del estrecho de Nares), que comienza con el Baird Inlet (un entrante de unos 22 km en dirección oeste, con el glaciar Ekblaw), y ya bordeando la península de Joham, punta Wade, cabo Herschel, bahía Rosse (con el glaciar Leffert) isla Pim y en ella cabo Sabine.
- Costa occidental de la cuenca Kane (segundo de los tramos del estrecho de Nares), que comienza en cabo Sabine y sigue al norte con cabo Rutherford, la profunda bahía Buchanan (que se adentra en tierra unos 75 km en dirección oeste, con los fiordos Hayes, Jokel (glaciar Stygge) y Flager), y al otro lado la península de Bache, con cabo Albert, bahía Bartlett, punta Victoria, donde comienza bahía Princesa Marie (que se adentra en dirección oeste unos 80 km, con las bahías interiores de Sawyer (con el glaciar Benedict) Woodward y Copes (con glaciar Parrish)), al otro lado cabo Harrison, cabo Prescott, donde la costa gira en dirección NE, sigue cabo Hawks, bahía Dobbin (un entrante en dirección NNO de unos 55 km con el glaciar Eugenie), la península de Darling, con cabo Luis Napoleón, cabo Fraser, cabo Knorr, bahía Scoresby, cabo Collinson, bahía John Richarson (hacia el oeste, unos 50 km) cabo Wilkes, bahía Rawlings (en dirección N, unos 40 km) y cabo Lawrence.
- Costa occidental del canal Kennedy (tercero de los tramos del estrecho de Nares), un tramo bastante uniforme bordeando el promontorio Judge Daly y los montes Victoria y Alberto, en dirección NNE, con cabo L. von Busch (frente a isla Hans), cabo Defosse y cabo Cracroft.
- Costa occidental de la cuenca Kane (cuarto de los tramos del estrecho de Nares), pequeño ensanchamiento del estrecho, con cabo Baird, el fiordo Archer (que se adentra en dirección SE unos 115 km, bordeando promontorio Judge Daly por su lado nororiental, con el fiordo interior Conybeare y las islas Miller y Bellot), y al otro lado cabo Distant, muy próximo del que está Fort Conger.
- Costa occidental de canal Robeson (quinto y último de los tramos del estrecho de Nares), un tramo bastante uniforme en dirección NNE, hasta cabo Frederick y cabo Unión.

- Costa septentrional:

- Costa meridional de mar de Labrador, un tramo de unos 200 km, en dirección NO, con cabo Sheridan, Alert, cabo Richarson, cabo Joseph Henry, donde la costa gira ya en dirección oeste, isla Crozier, cabo Hecla, el entrante del Clemnts Markhan Inlet (que se adentra en tierra en dirección SO unos 50 km), cabo Colan, punta Moss, donde comienzan ya las plataformas de hielo, punta Good, punta Stubbs, bahía Parr, cabo Aldrich, y cabo Columbia.
- Costa meridional del océano Ártico, un tramo de unos 350 km, con fiordo Markhan (dirección sur) y el inicio de la plataforma de hielo Ward Hunt —, en la que están cabo Alber Edward, isla Ward Hunt, fiordo Disraeli (que se adentra en dirección sureste, unos 45 km, con isla Marvin)— hasta cabo Discovery, sigue el entrante del McClintock Inlet, cerrado por la plataforma Borup, isla Bromley, cabo Richards, cabo Fanshawe Martin, donde la costa comienza a girar ya en dirección suroeste, cabo Egerton fiordo Milne (con el glaciar Milne y la plataforma 1960 en su boca), cabo Evans, punta Hansen, bahía Yelverton (con el profundo fiordo en dirección sureste de 80 km del mismo nombre, cabo Alert, cabo Woods, Phillips Inlet, cabo Amstrong, la península de Kleybolte, con cabo Bourne, cabo Colgate, e isla Krueger.

- Costa occidental:

- Costa septentrional del Nansen Sound, un tramo de unos 150 km, en dirección sureste, con varios fiordos que se adentran en dirección NE, con bahía Archibald (al otro lado de península de Kleybolte), fiordo Emma, fiordo Jugeborg, punta White, fiordo Otto (que se adentra en dirección este unos 100 km, y que bordea la parte sur de la península de Hvitland, con el glaciar Otto al fondo), cabo St Andrew, punta Confederation, fiordo Hare (que se adentra en dirección NE unos 110 km y bordea por el sur la península de Svartfjeld) y fiordo Greely (que se adentra en dirección E unos 200 km y bordea, a su vez, las montañas Blue y Blackwelder y la parte sur de península de Elmerson; fiordo Greely tiene varios fiordos interiores, como Borup, Tanquary, bahía Antoinette, y fiordo Iberville y Cañón, el mayor, que se adentra a su vez 120 km en dirección sur).

- Costa oriental del Eureka Sound, un tramo de unos 300 km que comienza al otro lado de fiordo Greely, en punta Iceberg, y corre hacia el sur bordeando la península de Fosheim, con bahía Slidre (donde está el asentamiento de Eureka) y sigue con fiordo Vesle, bahía Fiordo (que se adentra unos 70 km en dirección este, con las bahías interiores de Irene y Augusta, el fiordo Straticona y las pequeñas islas de Hat y Gretha), un tramo que bordea la península de Rannes, que comienza frente a isla Stor y sigue con cabo Chase, Trappers Cove, punta Hare y esquina Bear, que marca el inicio de un gran entrante, en forma de arco en dirección este, el fiordo Baumann con más de 120 km de longitud sin contar fiordos interiores. (Fiordo Baumann bordea la parte sur de las penínsulas de Raanes y Svensen y la norte de la península de Bjorne: en su interior, en la ribera septentrional, los fiordos de Blind y Trold, bahía Starfish, fiordo Troll, bahía Gryhe y fiordos de Suarte y Vendom —un fiordo muy profundo, de casi 80 km, que se gira en dirección NNE—; y, en la ribera meridional, los fiordos de Stenkul y Sor. En sus aguas interiores están isla Hoved y la pequeña isla Gunnars). Al otro lado del fiordo Baumann está punta Goose, que señala el inicio de bahía Noruega.

- Costa oriental de bahía Noruega, frente a isla Graham, un tramo de unos 160 km, que comienza con la embocadura de Fiordo Baumann y sigue bordeando la península de Bjorne y las montañas Ammonite, con punta Goose, cabo Little Bear, cabo Grat Bear, los pequeños fiordos Eids, Blue y Bird, frente a isla Bird, bahía Okse y finaliza en punta Nordstrand.
- Costa oriental del Hell Gate, frente a la isla North Kent, un estrecho canal de apenas 50 km de longitud y una anchura media de unos 6-7 km que bordea la península de Simmons por su parte oeste, y que acaba frente a isla Calf, con una anchura mínima de apenas 3 km.
- Costa oriental del estrecho Cardigan, apenas un tramo de 10 km de longitud y una anchura de unos 13 km antes de desembocar en aguas del Jones Sound.

- Costa meridional:

- Costa septentrional del Jones Sound, un tramo de unos 215 km de longitud y una anchura entre 35-100 km en el que hay varios fiordos no muy profundos que corren en dirección norte. Comienza en cabo Walrus y sigue con los fiordos de Walter y Goose (que bordean la península de Simmons), cabo Storm, fiordo Baad, cabo South, fiordo South Cape (que bordea la península de Heim y con el glaciar Skydkap al fondo), isla Landslip, fiordo Harbour, (que bordea la península de Lindstrom), fiordo Grise, punta Brume, punta Lee, fiordo Starnes, fiordo Fram, y un tramo en forma de arco, que se cierra hacia el sur, con la boca del ancho glaciar Jakerman, y, en el extremo meridional, de nuevo punta Rey Eduardo, frente a la que están isla Cone e isla Smith (con el abandonado asentamiento de Craig Harbour).

En las proximidades de isla Ellesmere se encuentran las siguientes islas ribereñas:
- en aguas del Jones Sound: isla Smith.
- en aguas del estrecho Glacial: isla Steward e isla Coburg.
- en aguas de bahía Baffin: isla Mittie, isla Easter e isla Orne.
- en aguas del estrecho de Nares: isla Pim, isla Hans, isla Miller e Isla Bellot.
- en aguas del océano Ártico: isla Ward Hunt, isla Marvin, isla Bromley, isla Krueger.
- en aguas del Eureka Sound: isla Stor, isla Gretha e isla Haty en un ramal, fiordo Baumann, Isla Hoved.
- en aguas de bahía Noruega, isla Graham, isla Buckingham, North Kent e isla Calf (ya en el estrecho de Cardigan).

### Áreas protegidas
Más de una quinta parte de la isla está protegida como parque nacional Quttinirpaaq (antiguo parque nacional Reserva Isla Ellesmere), que comprende siete fiordos y una variedad de glaciares, así como el lago Hazen, el mayor lago del mundo al norte del círculo polar ártico. El pico Barbeau, la montaña más alta de Nunavut (2.616 m) se encuentra en la cordillera del Imperio Británico en la isla de Ellesmere. La cordillera más al norte del mundo, las montañas Challenger están situadas en la región noroeste de la isla. El lóbulo norte de la isla se llama Grant Tierra.
En julio de 2007, un estudio observó la desaparición de hábitat para las aves acuáticas, invertebrados y algas en la isla de Ellesmere. De acuerdo con John P. Smol de la Queens University en Kingston, Ontario, y Marianne S.V. Douglas de la Universidad de Alberta en Edmonton, las condiciones de calentamiento y evaporación han causado ya cambios en los niveles de agua y en la química de los estanques y humedales en la zona. Los investigadores señalaron que «en la década de 1980, a menudo necesitaron llevar botas altas de cadera para caminar por los estanques... mientras que en 2006 las mismas zonas estaban lo suficiente secas como para arder».

### Glaciares, casquetes polares de hielo, plataformas de hielo

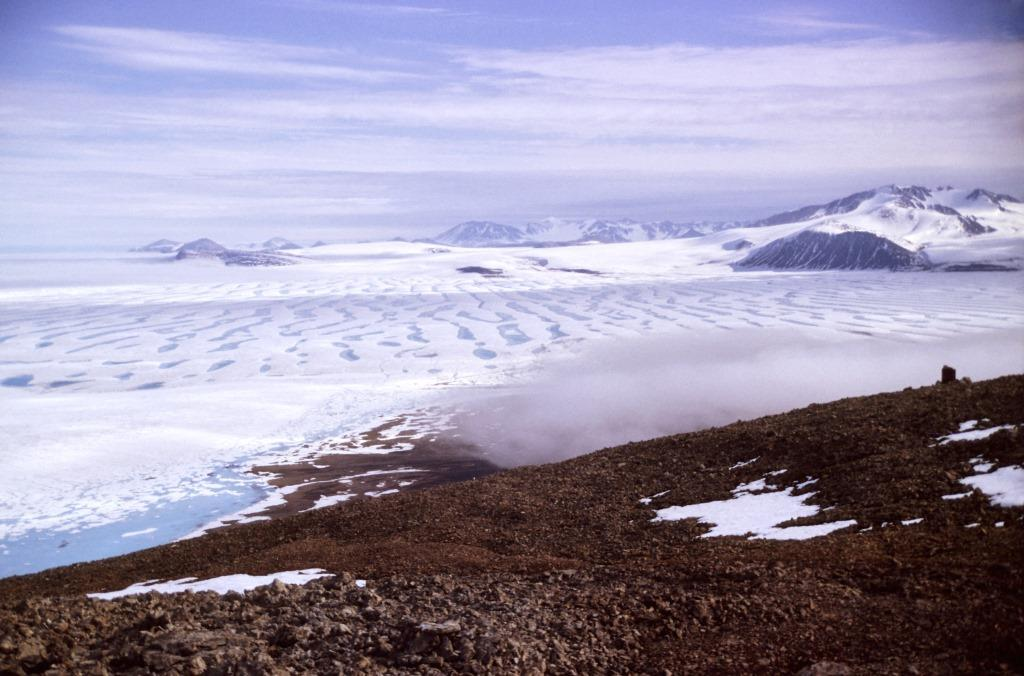
Isla Ward Hunt y la plataforma de hielo de Ellesmere. Isla de Ellesmere y Cabo Columbia en el fondo. 12 de julio de 1988

Grandes áreas de isla Ellesmere están cubiertas de glaciares y hielo, como el campo de hielo Manson y Sydkap, en el sur; el campo de hielo Príncipe de Gales y el casquete polar Agassiz en el centro-este de la isla; además de amplias partes cubiertas de hielo en el norte de la isla. La costa noroeste de isla Ellesmere estaba cubierta por una plataforma de hielo continua, de 500 km de largo, hasta el siglo XX. La plataforma de hielo de Ellesmere se vio reducida en un 90% en el siglo XX debido al calentamiento global, dejando aisladas las barreras de hielo de Alfred Ernest, Ayles, Milne, Ward Hunt y Markham.
Una campaña de reconocimiento de 1986 de las barreras de hielo de Canadá encontró que 48 km² (3,3 km³) de hielo se habían desprendido de la plataforma de hielo Milne y la plataforma de hielo de Ayles entre 1959 y 1974. La plataforma de hielo Ward Hunt, la más importante por su sección (> 10 m) de la costa norte, perdió más de 600 km de hielo en un desprendimiento masivo en 1961-62. Asimismo, se redujo en un 27% en el espesor (13 m) entre 1967 y 1999. La desintegración de las plataformas de hielo de Ellesmere ha continuado en el siglo XXI: la plataforma de hielo Ward experimentó importantes desprendimientos durante el verano de 2002; la de Ayles sufrió una gran separación el 13 de agosto de 2005, el mayor colapso de la plataforma de hielo en 25 años, 66 km², que pueden suponer una amenaza para la industria petrolera en el mar de Beaufort.
En abril de 2008, se descubrió que la plataforma Ward Hunt estaba fracturada con docenas de profundas y multifacetadas grietas. Parece probable que la plataforma se está desintegrando. Hay un mapa topográfico 1: 25,000 de la isla Ward Hunt con la plataforma de hielo circundante en 1988.

### Paleontología
Schei y más tarde Alfred Gabriel Nathorst describieron el Paleoceno-Eoceno (ca. 55 Ma) fósil de un bosque en los sedimentos del fiordo Stenkul. Que es un representante de una serie pantanos deltaicos y bosques inundables. Los árboles eran de al menos 400 años. Tocones individuales y tallos de más de 1 m de diámetro fueron abundantes. Abundancia de Metasequoia y, posiblemente, árboles Glyptostrobus.
En 2006, el paleontólogo Neil H. Shubin de la Universidad de Chicago informó del descubrimiento del fósil de un pez del Paleozoico (ca. 375 Ma), llamado  Tiktaalik roseae, en el antiguo lecho de un arroyo de la isla. El fósil presenta muchas características de los peces, pero también indica una criatura de transición que puede ser un precursor de los anfibios, reptiles, dinosaurios e inclusive mamíferos.

### Ecología de insectos
La isla de Ellesmere es el lugar más septentrional donde aparecen insectos eusocial, específicamente, el abejorro Bombus Polaris. Curiosamente, hay una segunda especie de abejorro también allí, Bombus hyperboreus, que es un parásito en los nidos de B. Polaris.

## Población
En 2006, la población registrada de la isla de Ellesmere era de 146 habitantes. Hay tres asentamientos en la isla, incluyendo Alert (5 habitantes), Eureka (ahora deshabitado), y Grise Fiord (141 habitantes).
La estación de las Fuerzas Canadienses (CFS) en Alert es el asentamiento más septentrional en el mundo. Con el fin de la Guerra Fría y el advenimiento de las nuevas tecnologías que permiten la interpretación de los datos a distancia, la población invernal se ha reducido a 50.
Eureka, que es el segundo asentamiento más septentrional del mundo, se compone de tres áreas: Eureka Airport, que incluye "Fort Eureka" (cuarteles para el personal militar de mantenimiento del equipo de comunicaciones de la isla); la Estación meteorológica de Medio Ambiente Canadá y el Laboratorio de Investigación Atmosférica Ambiental Polar (PEARL, «Polar Environmental Atmospheric Research Laboratory»), y el Observatorio del ozono estratosférico del Ártico (AStrO, «Arctic Stratospheric Ozone Observatory»).